# Nathan Harriel
Nathan Lee William Harriel (ur. 23 kwietnia 2001 w Oldsmar) – amerykański piłkarz występujący na pozycji prawego obrońcy, od 2021 roku zawodnik Philadelphia Union.